# Xian de Jinchuan
Pour les articles homonymes, voir Jinchuan.
Le xian de Jinchuan (chinois : 金川县 ; pinyin : jīnchuān xiàn ; tibétain : ཆུ་ཆེན་, Wylie : chu chen, pinyin tibétain : Quqên, THL : chu chen) est un district administratif de la province du Sichuan en Chine. Il est placé sous la juridiction de la préfecture autonome tibétaine et qiang d'Aba.

## Démographie
La population du district était de 68 103 habitants en 1999.